# Conopsia bicolor
Conopsia bicolor là một loài bướm đêm thuộc họ Sesiidae. Loài này có ở Bénin.